# Muzeum Czołgów w Kubince
Muzeum Czołgów w Kubince (ros. Бронетанковый музей в Кубинке) – największe w Rosji muzeum broni pancernej, zlokalizowane w mieście Kubinka, ok. 60 km na zachód od Moskwy.

## Historia
Teren muzeum był z początku poligonem wojskowym. W 1931 roku powstał 38. Wojskowy Instytut Naukowo-Badawczy (NIII BTVT). Pojazdy pancerne z różnych krajów oraz samego ZSRR zaczęły być gromadzone w celach testowych. W 1972 roku stworzono muzeum, jednak kolekcja została szerzej udostępniona zwiedzającym dopiero w 1992 roku. W 1995 roku muzeum stało się instytucją niezależną od poligonu wojskowego.

## Zbiory
Aktualnie w muzeum można oglądać sprzęt z 11 krajów – są to pojazdy rodzimej produkcji, a także zakupione z innych krajów, uzyskane w ramach pomocy (lend-lease) lub z późniejszej wymiany muzealnej. Znaczną część zasobów stanowią pojazdy zdobyczne. W efekcie muzeum posiada najbardziej zróżnicowaną na świecie kolekcję pojazdów niemieckich oraz japońskich.

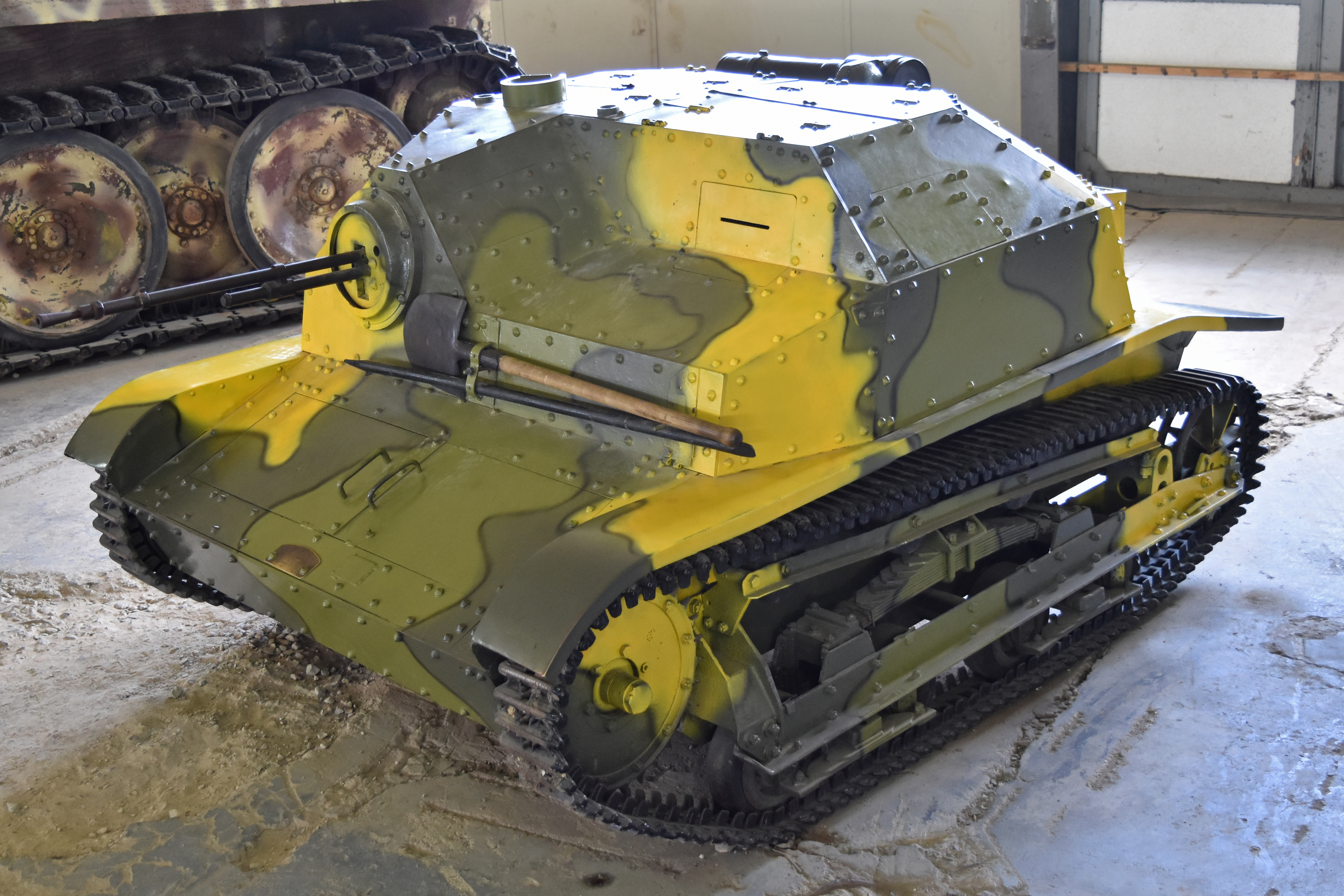
Oryginalna polska tankietka TKS w muzeum

Wśród 290 eksponatów znajdują się pojazdy pancerne różnego typu: czołgi, działa samobieżne, samochody pancerne, pojazdy dowodzenia, zwiadowcze oraz wsparcia technicznego. Oprócz wielu znanych pojazdów z czasów I wojny światowej, II wojny światowej oraz zimnej wojny, znajdują się także prototypy oraz pojazdy unikatowe, takie jak jedyne zachowane na świecie egzemplarze czołgu PzKpfw VIII Maus oraz ciężkiego moździerza 60-cm Karl Gerät 040, o nazwie „Adam”.

## Galeria
- Wybrane czołgi niemieckie

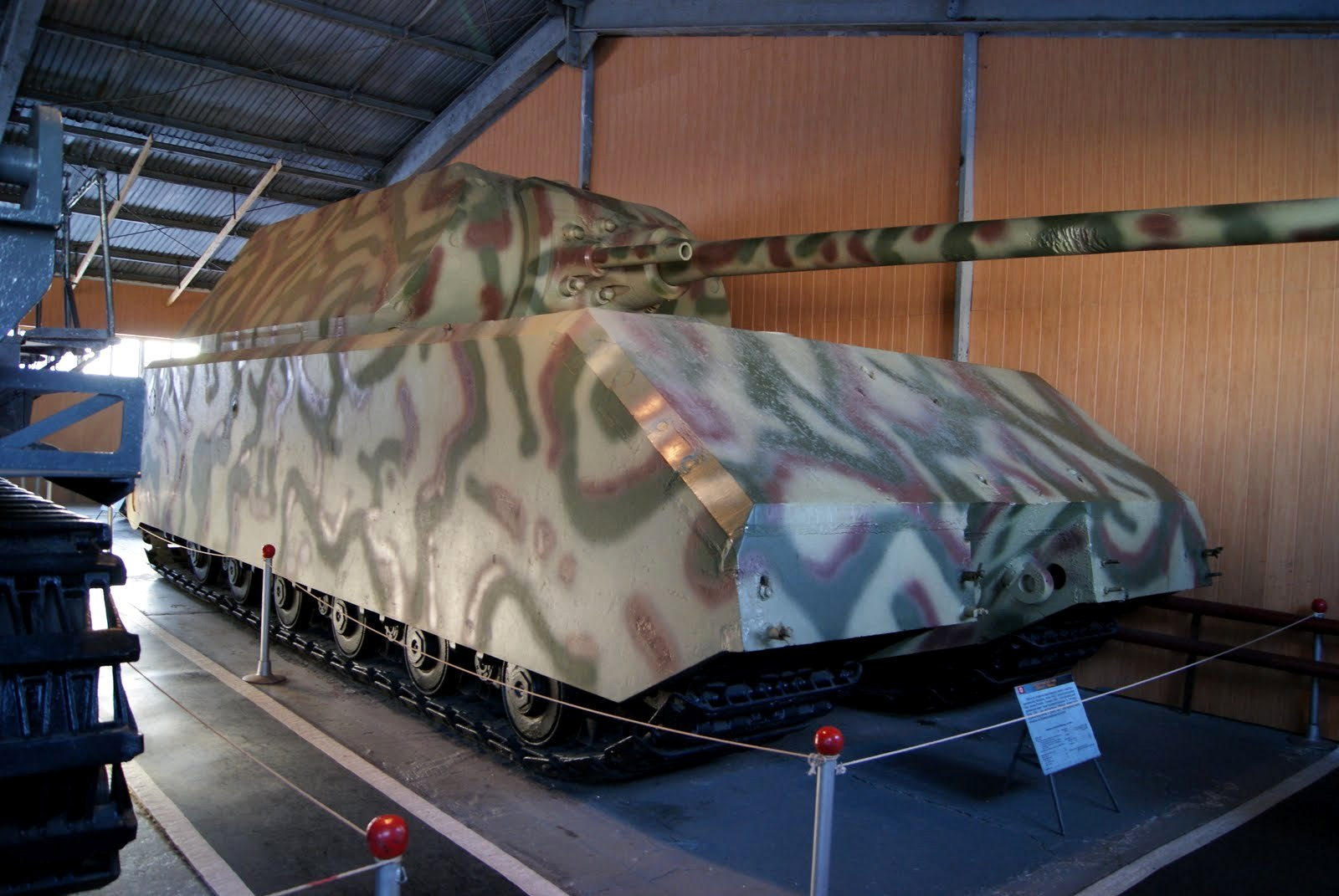
Panzerkampfwagen VIII Maus
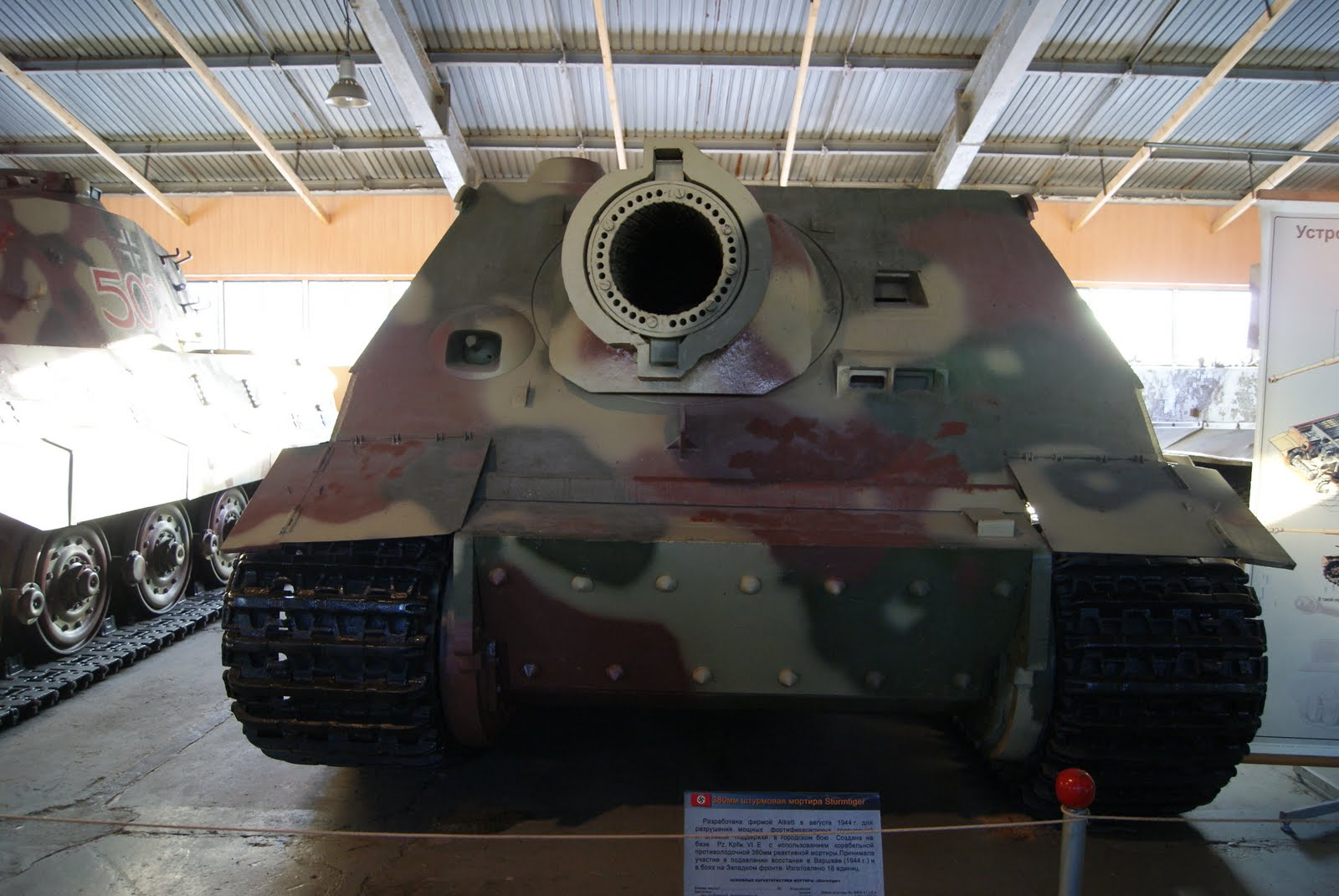
Sturmpanzer VI (Sturmtiger)
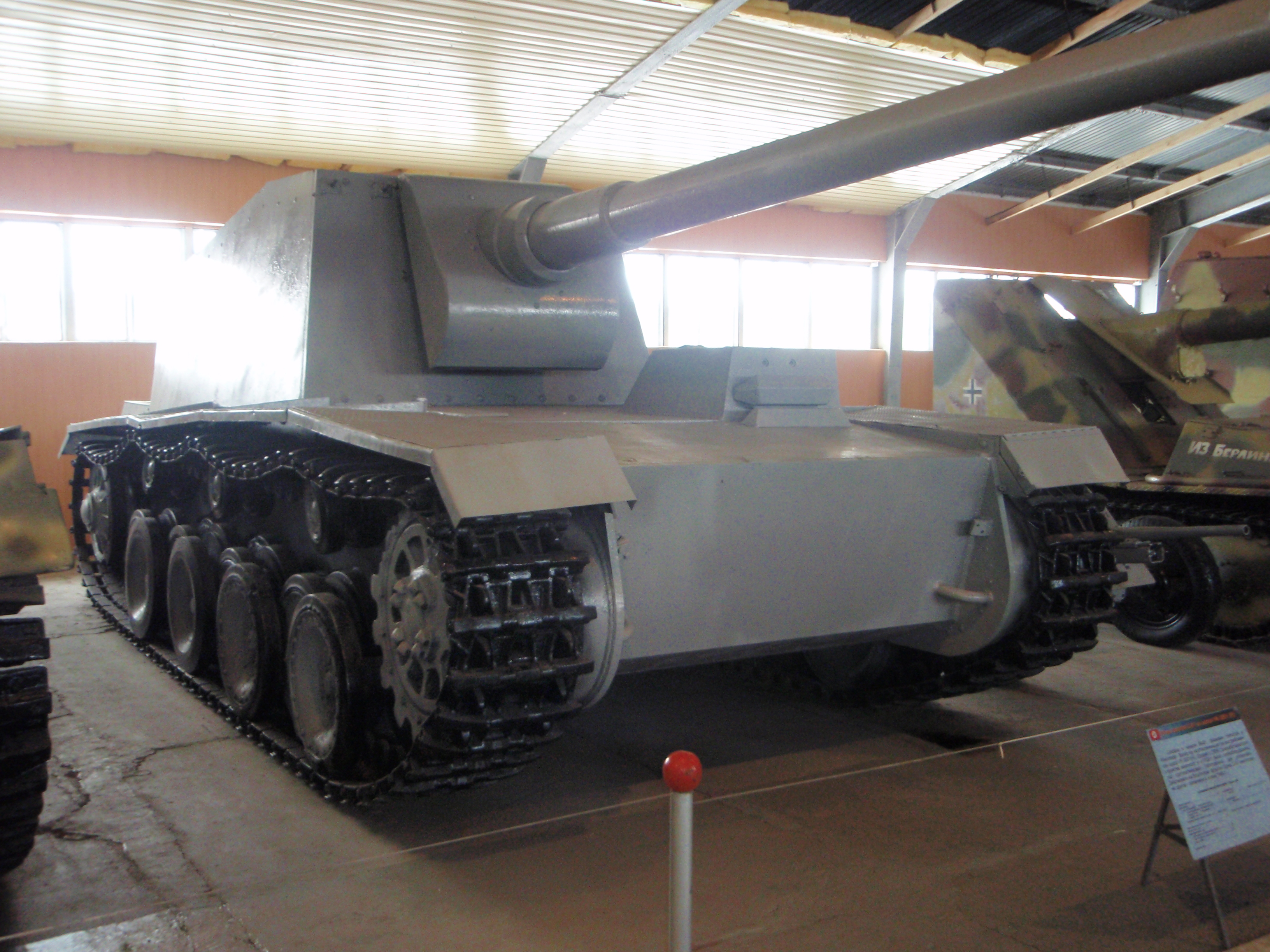
Sturer Emil
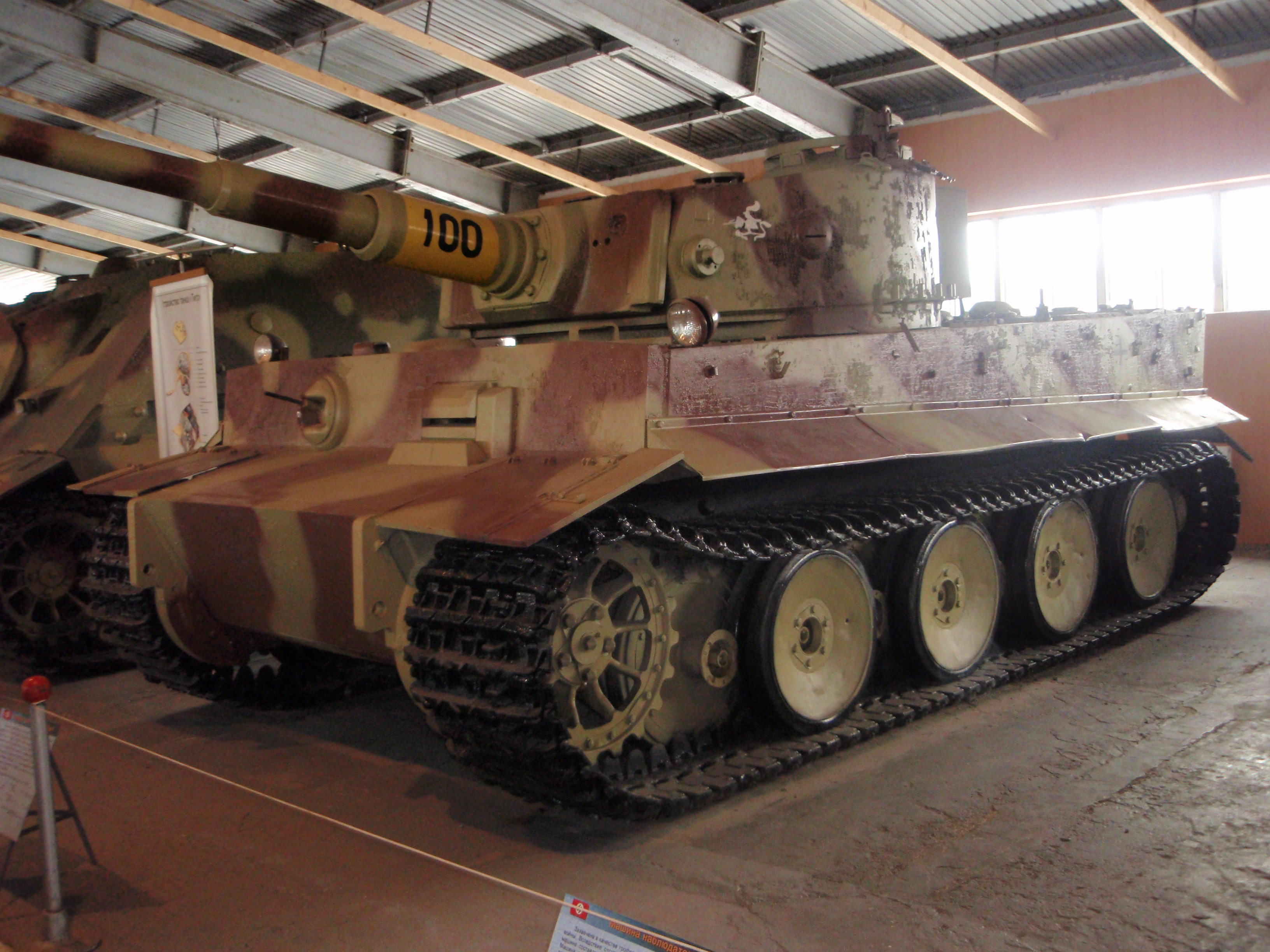
PzKpfw VI Tiger I
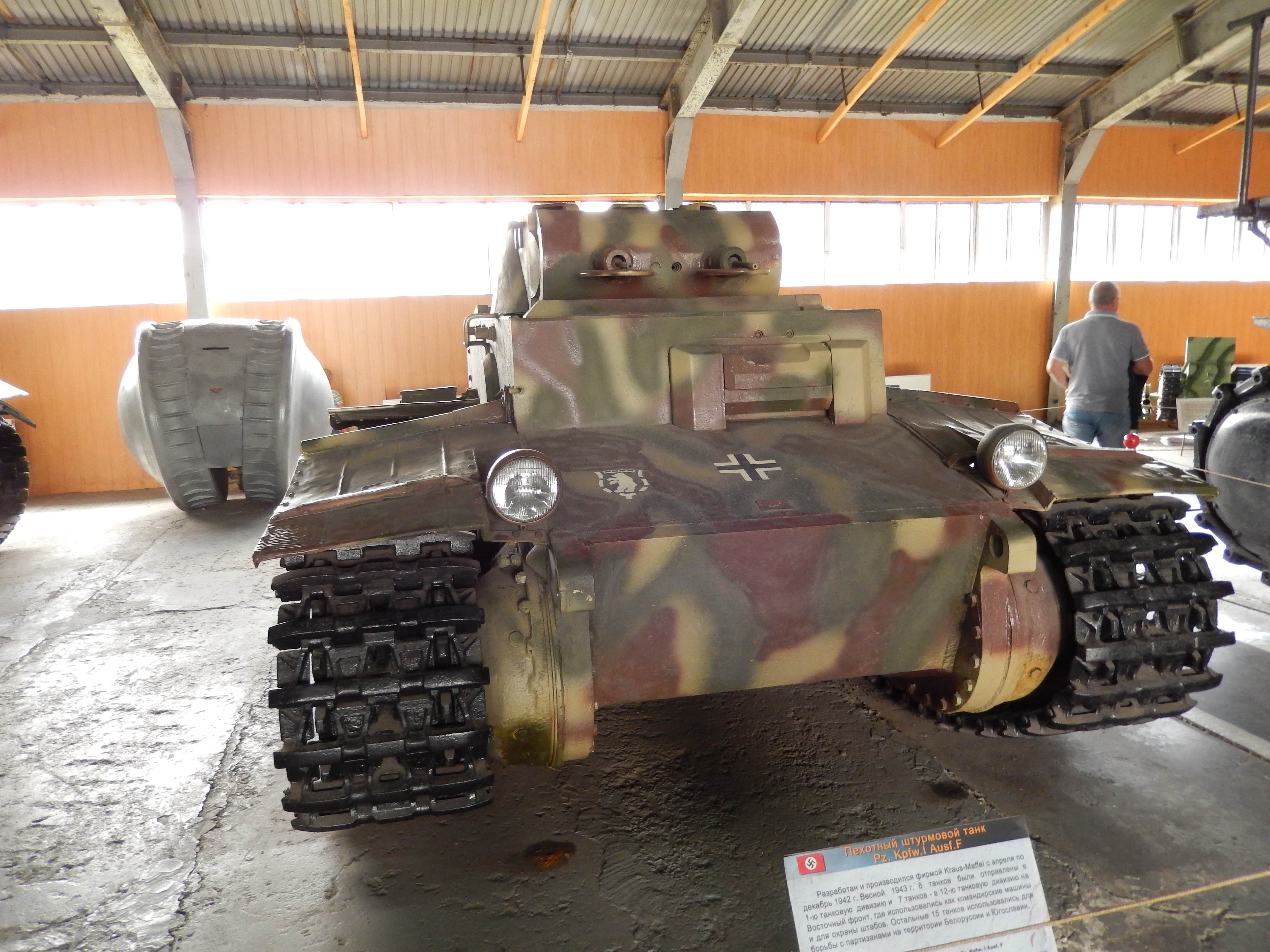
PzKpfw I Ausf. F

- Wybrane czołgi radzieckie

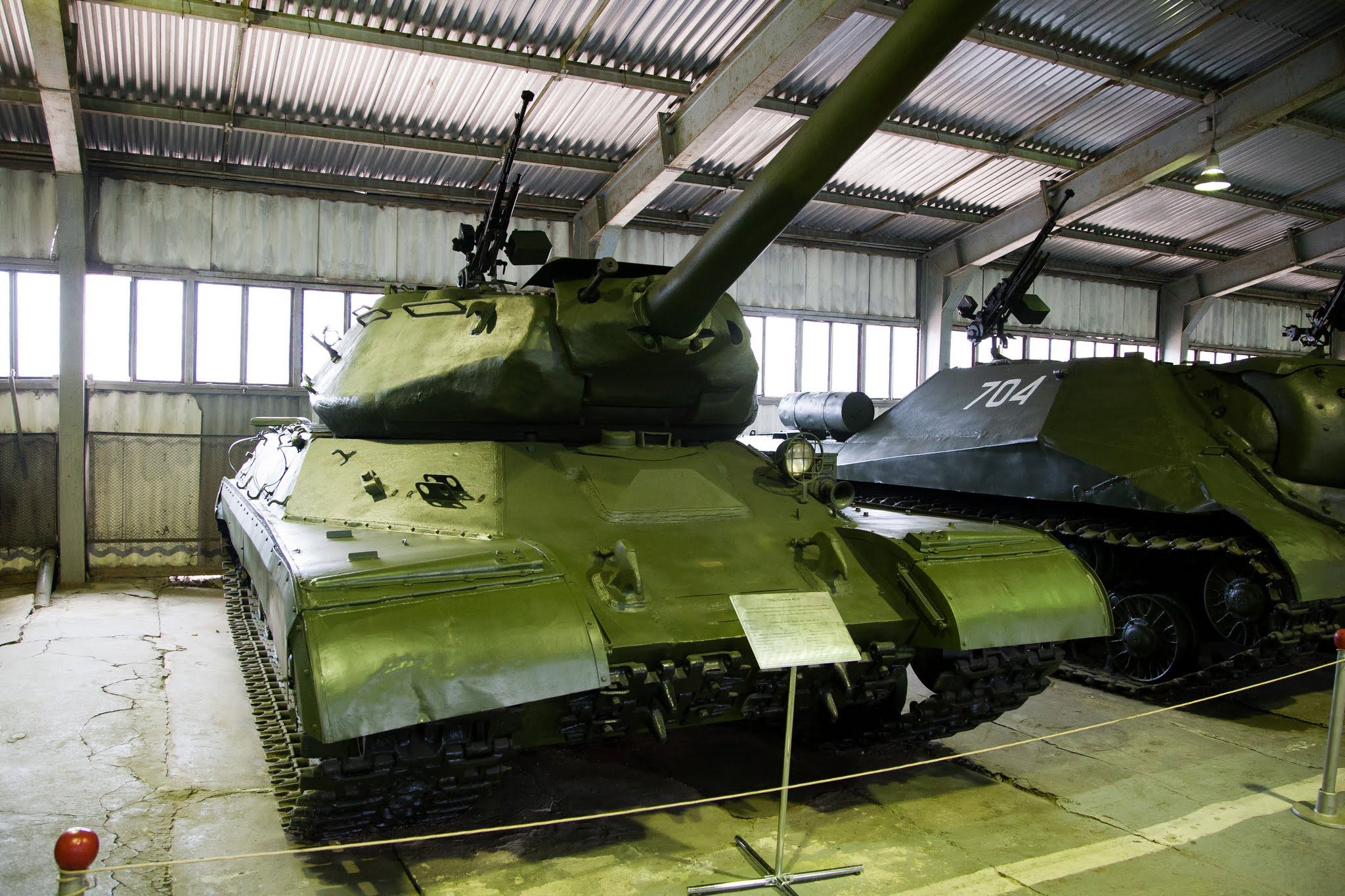
IS-4
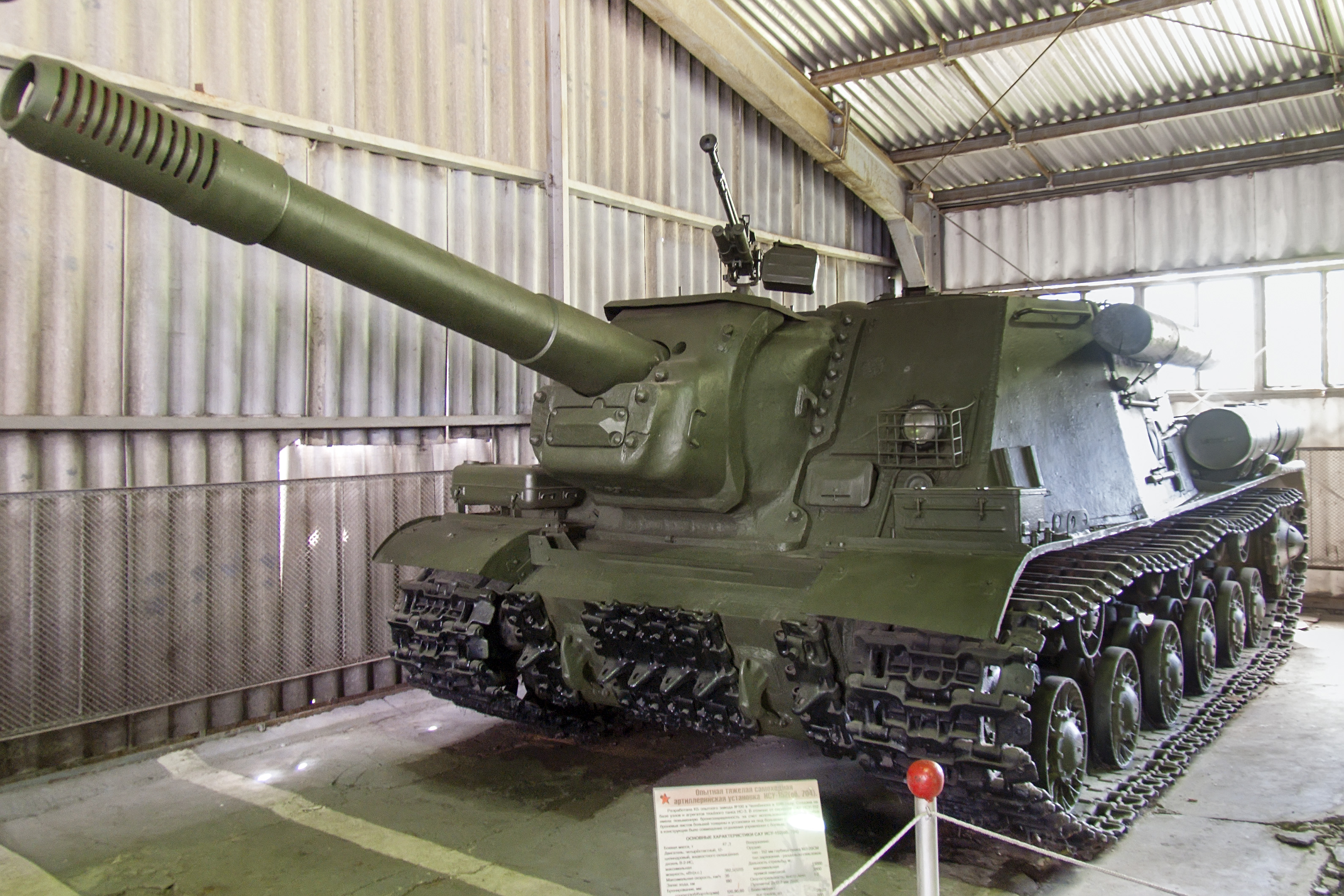
ISU-152M
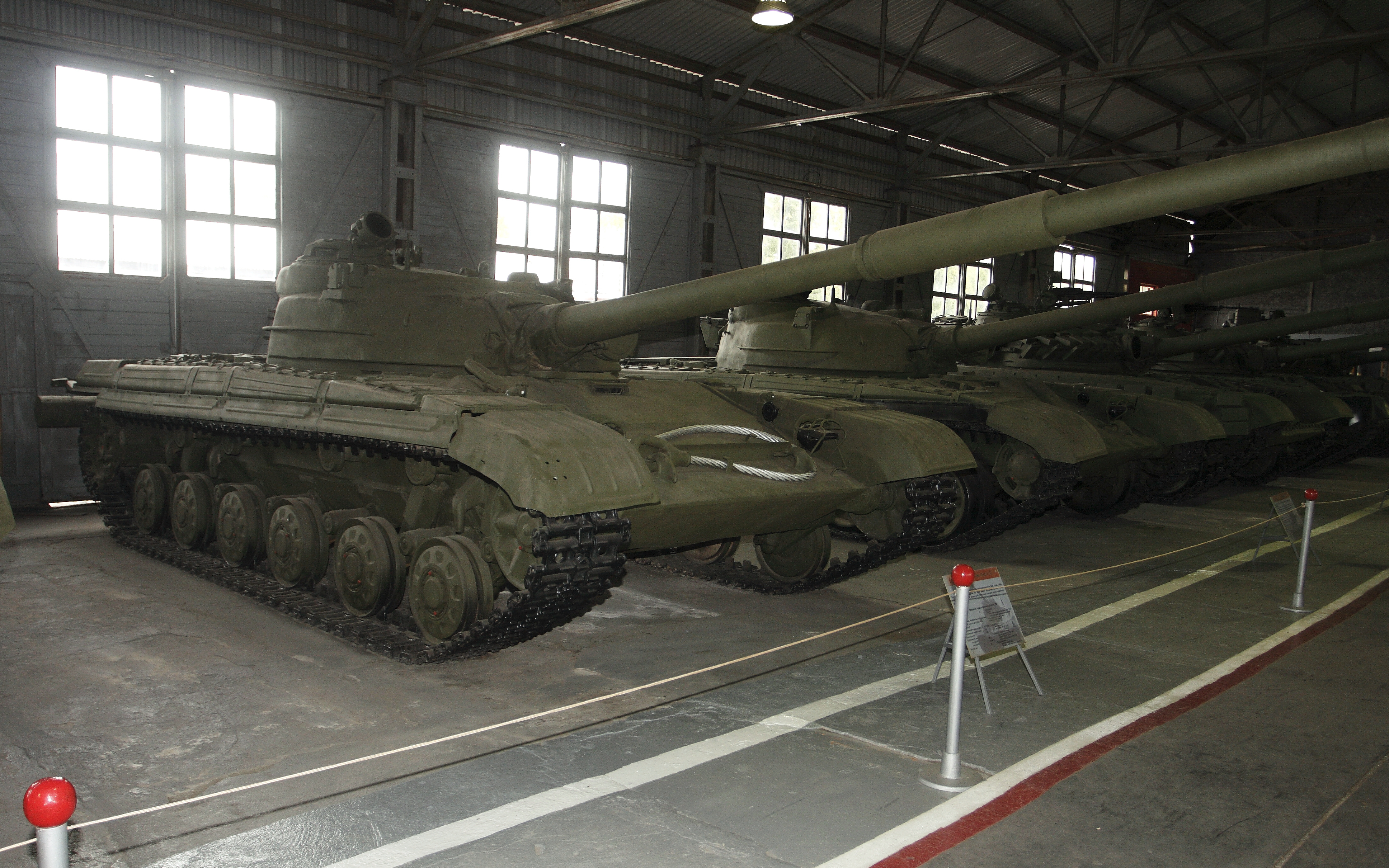
Obiekt 172
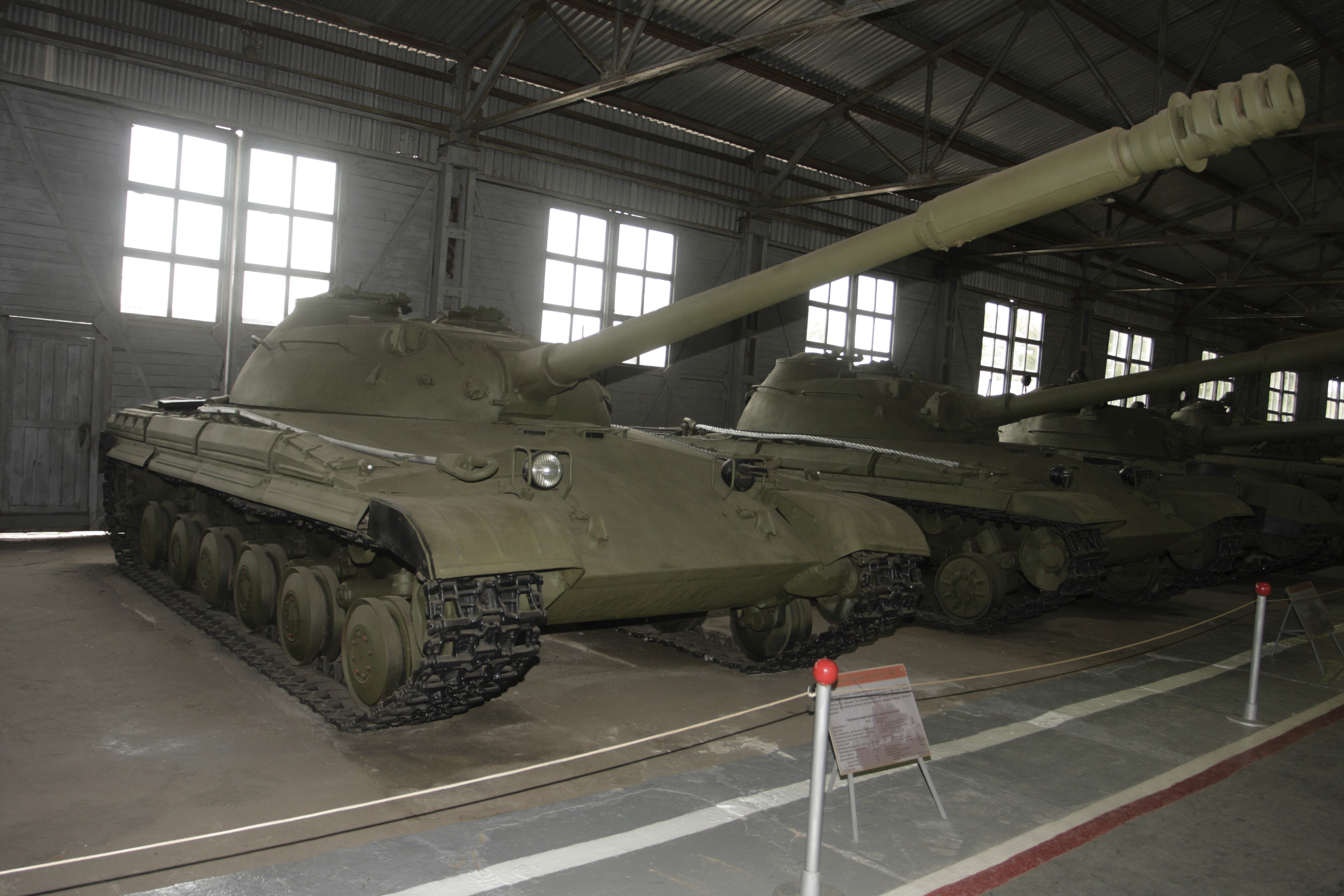
Obiekt 430 (prototyp T-64)
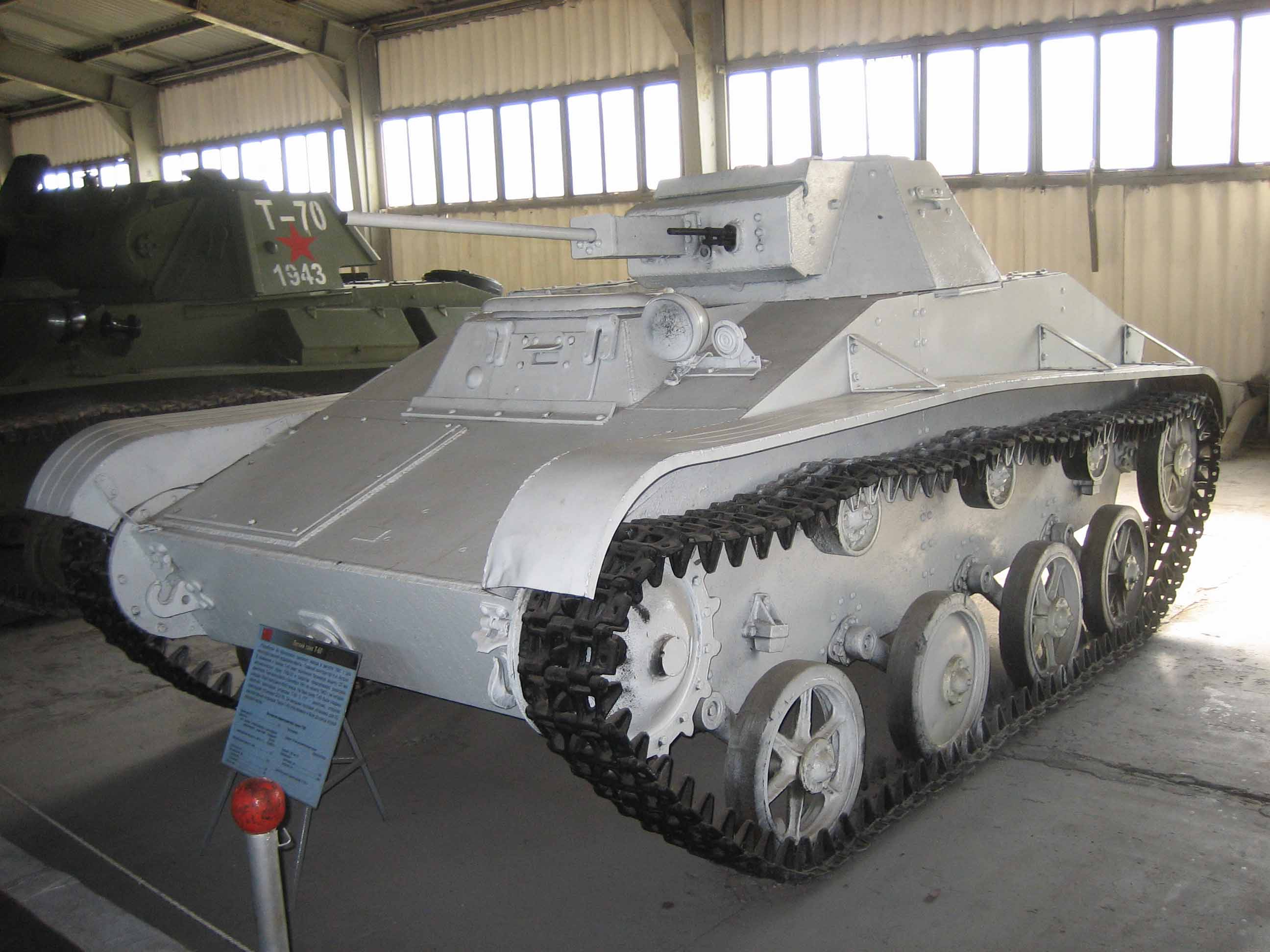
T-60